# Jan Jeleń
Jan Jeleń (ur. 1808 w Cisownicy. zm. 7 lutego 1874 we Lwowie) – polski księgarz.

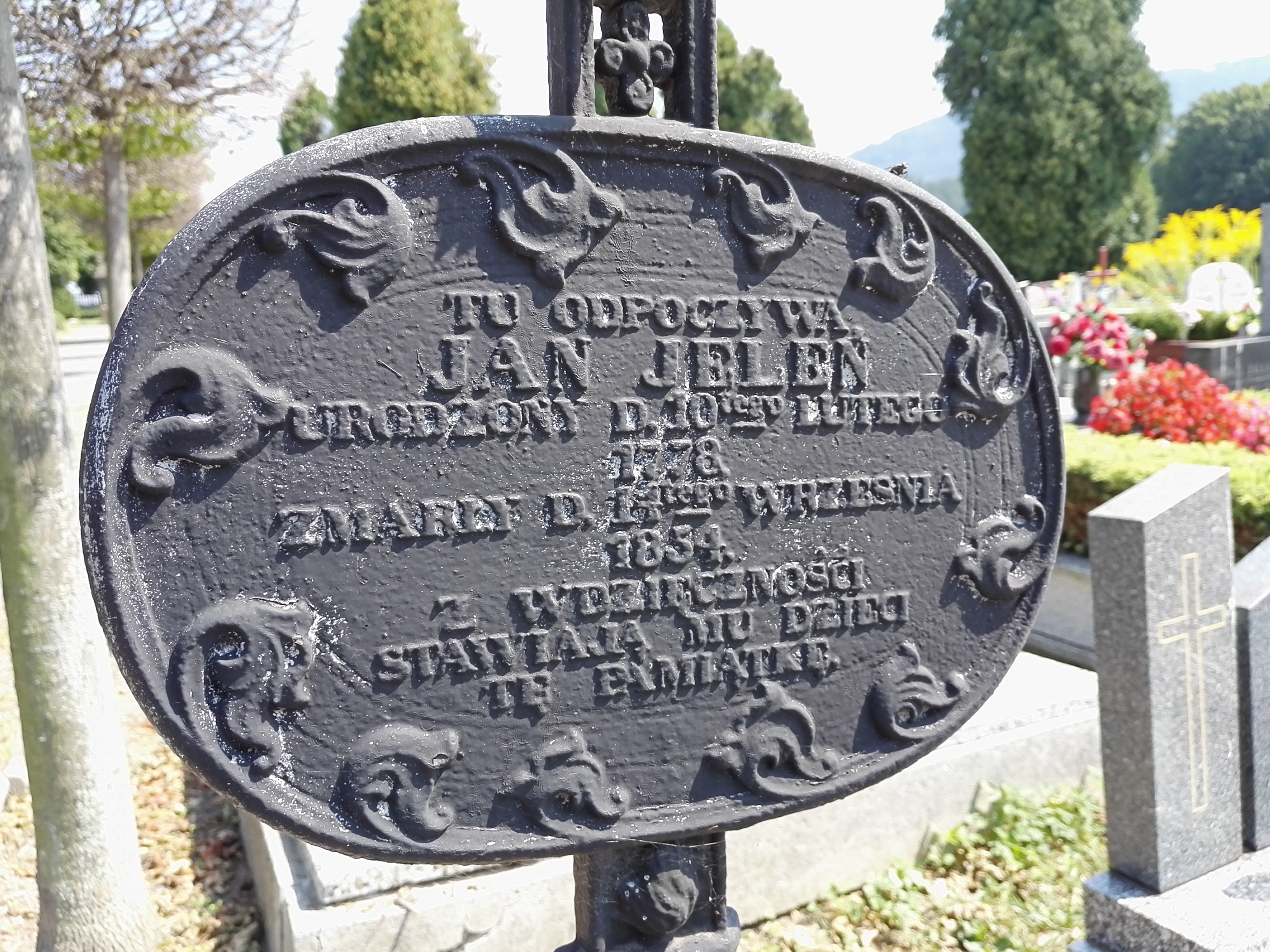
Szczegół nagrobku Jana Jelenia starszego w Cisownicy

Był synem Jana, chłopa. Ukończył gimnazjum ewangelickie w Cieszynie. W 1824 r. rozpoczął praktykę. Później pracował w księgarniach Jana Milikowskiego we Lwowie, Stanisławowie i Tarnowie. W 1836 r. starał się o prowadzenie antykwariatu w Przemyślu. W 1846 r. otworzył księgarnię w Przemyślu. Od 1849 prowadził ją wraz ze swoim bratem Pawłem pod nazwą "Bracia Jeleniowie". Bracia zasilali darowiznami biblioteki na Śląsku Cieszyńskim oraz Ossolineum we Lwowie.
Po śmierci Jana księgarnie prowadzili jego brat Paweł i bratanek Gustaw.